# اليري كايرو
اليري كايرو (بالهولندية: Ellery Cairo)‏ (3 أغسطس 1978 بروتردام في هولندا - ) هو لاعب كرة قدم هولندي في مركزي الهجوم والوسط. لعب مع أغوف أبيلدورن وتفينتي أنشخيدة وفاينورد وكوفنتري سيتي ونادي إكسلسيور ونادي فرايبورغ ونادي هرتا برلين وناك بريدا وهيراكليس ألميلو.

## وصلات خارجية
- اليري كايرو على موقع قاعدة بيانات كرة القدم.إي يو (الإنجليزية)
- اليري كايرو على موقع Soccerbase.com (لاعب) (الإنجليزية)
- اليري كايرو على موقع Soccerway.com (الإنجليزية)
- اليري كايرو على موقع عالم كرة القدم.نت (الإنجليزية)